# エフィー・グレイ

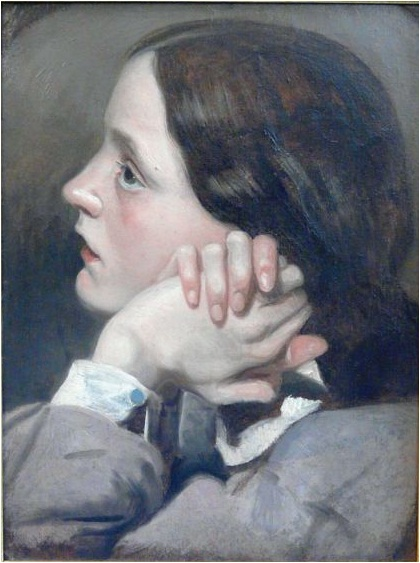
エフィー・グレイの肖像（ミレー画、1853年）

エフィー・グレイ（Effie Gray, 1828年 – 1897年12月23日）は、思想家で美術評論家のジョン・ラスキンの元妻。ラスキンが支援していた画家のジョン・エヴァレット・ミレーと恋に落ち、ラスキンと離婚し、ミレーと再婚した。パトロンの妻との不倫であったこと、ラスキンとエフィーの間に肉体的な夫婦関係がなかったことが暴露されたことから大スキャンダルになり、ヴィクトリア時代の有名な三角関係事件として、何度も演劇やオペラ、ドラマなどになっている。

## ラスキンとの結婚
エフィーはパースの裕福なビジネスマンの家庭に、15人兄弟の長女として生まれた。父親同士が知り合いであったことから、幼少の頃にラスキンと知り合い、12歳のときには、ラスキンから自作の童話『黄金の河の王』を贈られる。
1848年、19歳でラスキンと結婚し、ロンドンで暮らす。ラスキンの取材旅行に同行し、ノルマンディーやヴェネツィアを旅するが、ラスキンの両親もいつも一緒だった。しかもラスキンは、旅行中も建築や絵画の調査に没頭し、エフィーは寂しい思いをさせられていた。さらに、ラスキンは、自らが理想する貞淑で従順な妻に教育したがる口うるさい夫で、まだ幼く、社交好きなエフィーとしばしば衝突した。義父母の過干渉やラスキンのマザコンぶりにもエフィーは不満をつのらせていった。
ラスキンのお気に入りで、金銭的にも援助していたラファエル前派の画家ミレーの絵のモデルを務めたことで、ミレーと知り合う。1853年に、ラスキンとミレーとともにスコットランド旅行に出かけた際、ミレーと恋に落ちる。1854年4月にエフィーはラスキンの家を出て実家に帰り、ラスキンとは夫婦としての肉体関係が一切なかったことを理由に、裁判所に「婚姻の無効」を申し立てる。
肉体関係がなかったこと自体はラスキンも認め、性的不能を理由に、1854年7月に離婚が認められる。エフィーが父親に宛てた手紙には、「（ラスキンが同衾を拒んだ理由は）、初夜の日に見た自分（エフィー）の体が、彼が思い描いていた女性の体と違い、嫌悪感を抱いたためだと言った」とあるが、その違いが何であったかは明らかにされていない（後年に出版された研究書では、恥毛か経血を嫌ったのではないかとされている)。

## ミレーと再婚後

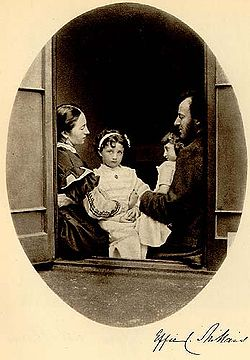
ルイス・キャロルが撮影したミレー夫妻のアンブロタイプ写真（1865年）。「エフィー・C.ミレー」の署名がある。

1855年にミレーと再婚し、翌年からほぼ年子で8人の子供を生んだ。ミレーはエフィーや子供たちをモデルに多くの絵を残している。ラスキンの友人であったルイス・キャロルとは、ラスキンと離婚後も付き合いがあったようで、キャロル撮影によるミレー一家の家族写真も残っている。エフィーの妹ソフィーと夫ミレーの仲が噂されたこともあったが、エフィーは画家を支えるしっかり者の良き妻としてミレーを助けた。ミレーが亡くなった翌年の1897年に69歳で死去。
ラスキンは後年、家庭教師をしていた少女ローズに結婚を申し込んでいるが、その際、ローズの母親がエフィーに2度手紙を出して、夫としてのラスキンについて尋ねている。エフィーは、一度は返答を拒んだものの、ラスキンはひどい夫であり、エフィーを病人呼ばわりして6年間も夫婦関係を拒んだと告げ、結果、ローズとの結婚話はなくなった。

## 映画化
世間を大いに騒がせたビクトリア時代の一大スキャンダルとして、現在まで何度も演劇やドラマになっており、本も多数出版されている。2012年現在、2本の伝記映画が予定されている。
- 『Effie Gray』（2014年10月公開[7]） - 主演：ダコタ・ファニング、脚本：エマ・トンプソン
- 『Untouched』（検討中） - 主演：キーラ・ナイトリー、監督：アンドルーチャ・ワディントン

## 評伝
- 『エフィー・グレイ ラスキン、ミレイと生きた情熱の日々』
スザンヌ・フェイジェンス・クーパー、安達まみ訳、岩波書店、2015年